# Ga Naju
Ga Naju là một ga KTX ở thành phố Naju. Nó nằm trên Tuyến Honam.

## Liên kết
- (tiếng Hàn) Thông tin ga Lưu trữ ngày 20 tháng 10 năm 2013 tại Wayback Machine trên Korail